# Joe Meara
Joe Meara (* 4. August 1975) ist ein nordirischer Snookerspieler.

## Karriere

### Anfänge
Im Jahr 1996 besiegte Meara Paul King im Finale der nordirischen Snooker-Meisterschaft. Im selben Jahr nahm er Amateurweltmeisterschaft teil, doch er schied mit sieben Siegen aus neun Spielen aus. 
1997 schied er in der vierten Runde des Benson & Hedges Championship aus. Ein Jahr später nahm er am ersten Event der UK Tour teil, wo er in der ersten Hauptrunde gegen seinen Landsmann Colin Bingham verlor. Zur Saison 1998/99 wurde er kurzzeitig Profi und nahm an der Weltmeisterschaftsqualifikation teil, wo er seine Auftaktpartie gegen Lee Walters verlor. Zum Ende der Saison verlor er seinen Profistatus wieder.
Im folgenden Jahr nahm er wieder am Benson & Hedges Championship teil, wo er in Runde 2 gegen Troy Shaw ausschied. Bei der Snookerweltmeisterschaft verlor er in der zweiten Qualifikationsrunde gegen Nigel Gilbert. Auch 2000/01 nahm er an den beiden Turnieren teil: Beim Benson & Hedges Championship verlor er in derselben Runde gegen Stephen Maguire, bei der WM konnte er Lee Walters besiegen und verlor anschließend gegen Andy Neck.

### Profijahr 2003/04
In der folgenden Saison nahm Meara nach einer frühen Niederlage beim Benson & Hedges Championship an der Challenge Tour teil, wo er aber nicht über die Runde der letzten 32 herauskam. Bei der Snookerweltmeisterschaft verlor er nach einem Sieg über Robert Donkin gegen Mick Price. Kurz darauf gewann er zum zweiten Mal die nordirische Snooker-Meisterschaft, diesmal gegen Jonathan Nelson. Auch in der Saison 2002/03 nahm er an der Challenge Tour teil, diesmal mit drei Teilnahmen an der Runde der letzten 32. Des Weiteren schaffte er es in die fünfte Qualifikationsrunde für die Snookerweltmeisterschaft, wo er gegen Ian Preece verlor. Auf Amateurebene stand er im Halbfinale der Amateurweltmeisterschaft. 
Zur Saison 2003/04 wurde er wieder Profi. Nach einer Reihe von Auftaktniederlagen gewann er beim Masters Qualifying Event gegen Tony Knowles mit 5:4 sein erstes Spiel. In der folgenden Runde verlor er gegen Luke Fisher. Bei den European Open verlor er in der zweiten Qualifikationsrunde von fünf gegen Rod Lawler. Zum Saisonabschluss zog er in die dritte Qualifikationsrunde für die Snookerweltmeisterschaft ein, wo er Adrian Gunnell unterlag. Mit insgesamt vier Siegen in der gesamten Saison beendete er jene auf Platz 116 und verfehlte damit den Verbleib auf der Profitour deutlich Im selben Jahr stand Meara im Viertelfinale der Europameisterschaft, wo er gegen Andrew Pagett verlor. 2004 stand er außerdem im Finale der nordirischen Snooker-Meisterschaft, doch er verlor mit 9:10 gegen Colin Bingham. 

### Amateurjahre bis 2011
2004/05 nahm Meara erfolglos an der Challenge Tour teil, außerdem verlor er in der Runde der letzten 32 bei der Europameisterschaft gegen Jamie Jones mit 1:4. Im Jahr 2005 verlor er im Achtelfinale des Irish Professional Championships gegen Michael Judge. Nach einer erfolglosen Teilnahme an der Pontin’s International Open Series 2006/07 stand Meara 2007 zum wiederholten Male im Finale der nordirischen Snooker-Meisterschaft, er unterlag Patrick Wallace mit 5:10. Im weiteren Verlaufe des Jahres schied Meara nach überstandener Gruppenphase in der Runde der letzten 32 bei der Europameisterschaft gegen Brendan O’Donoghue aus und schied in der Gruppenphase aus der Amateurweltmeisterschaft aus.

### Profijahr 2011/12
Für die Saison 2011/12 wurde Meara vom nordirischen Verband als Profi nominiert. Während der gesamten Saison gewann er kein einziges Spiel, sodass er auf dem letzten Platz der Rangliste landete. Er verzichtete danach auf die Teilnahme an weiteren Main-Tour-Turnieren. 

### Weitere Karriere
Im Jahr 2016 nahm Meara nochmals an der nordirischen Snooker-Meisterschaft teil, wo er im Achtelfinale ausschied.
Des Weiteren sitzt er im Vorstand der Northern Ireland Billiards & Snooker Association.

## Erfolge
| Ausgang         | Jahr | Turnier                           | Finalgegner     | Ergebnis |
| --------------- | ---- | --------------------------------- | --------------- | -------- |
| Amateurturniere |      |                                   |                 |          |
| Sieger          | 1996 | Nordirische Snooker-Meisterschaft | Paul King       | 10:6     |
| Sieger          | 2002 | Nordirische Snooker-Meisterschaft | Jonathan Nelson | 10:7     |
| Zweiter         | 2004 | Nordirische Snooker-Meisterschaft | Colin Bingham   | 9:10     |
| Zweiter         | 2007 | Nordirische Snooker-Meisterschaft | Patrick Wallace | 5:10     |